# Oops! I Did It Again - The Best Of Britney Spears
Oops!...I Did It Again - The Best of Britney Spears es el tercer álbum recopilatorio de la artista estadounidense Britney Spears lanzado el 18 de junio de 2012 por Sony Music Camden. Contiene cuatro de treinta y cuatro sencillos oficiales, cuatro promocionales, pistas y bonus tracks de sus siguientes álbumes de estudio: ...Baby One More Time (1999), Oops!... I Did It Again (2000), Britney (2001), In the Zone (2003) y Circus (2008), excepto Blackout (2007) y Femme Fatale (2011).
No hubo lanzamiento oficial o anuncio del álbum, tomando a los fanes y críticos por sorpresa. Sintieron que la selección de temas fue «aleatoria» y excluye la mayoría de sus hits exitosos comercialmente e incluye pistas favoritas de los fanes de los primeros cuatro álbumes. Cuando los seguidores de la cantante preguntaron en la red social Twitter sobre la recopilación, el distribuidor mundial Sony Music respondió que no tenía conocimiento del mismo.

## Lista de canciones
| N.º | Título                     | Escritor(es)                                                              | Productor(es)                     | Duración |  |
| 1.  | «Oops!... I Did It Again»  | Max Martin, Rami Yacoub                                                   | Martin, Yacoub                    | 3:31     |  |
| 2.  | «...Baby One More Time»    | Max Martin                                                                | Max Martin, Rami                  | 3:30     |  |
| 3.  | «I'm a Slave 4 U»          | Chad Hugo, Pharrell Williams                                              | The Neptunes                      | 3:23     |  |
| 4.  | «Born to Make You Happy»   | Kristian Lundin, Andreas Carlsson                                         | Kristian Lundin                   | 4:03     |  |
| 5.  | «Cinderella»               | Martin, Rami, Spears                                                      | Max Martin, Rami                  | 3:39     |  |
| 6.  | «Brave New Girl»           | Spears, Brian Kierulf, Josh Schwartz, Kara DioGuardi                      | Brian and Josh                    | 3:30     |  |
| 7.  | «The Hook Up»              | Spears, Stewart, Nikhereanye, Magnet                                      | Trixster, Penelope Magnet (co.)   | 3:54     |  |
| 8.  | «Don't Hang Up»            | Spears, Kierulf, Schwartz                                                 | Brian and Josh                    | 4:02     |  |
| 9.  | «One Kiss From You»        | Steve Lunt                                                                | Steve Lunt, Larry "Rock" Campbell | 3:23     |  |
| 10. | «Anticipating»             | Spears, Schwartz, Kierulf                                                 | Brian Kierulf, Josh Schwartz      | 3:16     |  |
| 11. | «What It's Like To Be Me»  | Justin Timberlake, Wade Robson                                            | Wade J. Robson, Justin Timberlake | 2:50     |  |
| 12. | «My Baby»                  | Spears, Sigsworth                                                         | Guy Sigsworth                     | 3:18     |  |
| 13. | «Out from Under»           | Shelly Peiken, Arnthor Birgisson, Wayne Hector                            | Guy Sigsworth                     | 3:53     |  |
| 14. | «You Got It All»           | Rupert Holmes                                                             | Eric Foster White                 | 4:09     |  |
| 15. | «Showdown»                 | Spears, Christian Karlsson, Pontus Winnberg, Henrik Jonback, Cathy Dennis | Bloodshy & Avant                  | 3:17     |  |
| 16. | «That's Where You Take Me» | Spears, Schwartz, Kierulf                                                 | Brian Kierulf, Josh Schwartz      | 3:32     |  |

Fuente: